# 郭遵 (北朝)
郭遵（6世纪—573年11月18日），北齐官员，钜鹿郡（今河北省巨鹿县）人。
高洋为太原公时，郭遵为太原国常侍。高洋家仆有个盖丰洛，主管家务，号称盖将。郭遵因为受他处分，曾表示抗拒，被高德正所看重。北齐受禅，郭遵被擢为主书，专管访察。中书舍人朱谓担任钜鹿太守，郭遵为他弟子求官，朱谓告诉齐文宣帝，郭遵被鞭责二百，交付京畿。很久以后，担任并州尚书省都令史、建州别驾。韩长鸾父韩永兴为建州刺史，二人互相依附。后来擢升为黄门侍郎。郭遵易于自满。宫门遇到权贵，就称呼姓字，言语行动，极为轻率。曾经在宫门前牵着韩长鸾的手说：“主上纵放如此，不规谏怎么算大臣？”韩长鸾嫌他轻率，便抽手而去，于是不加援助。武平四年十月辛丑（573年11月18日），郭遵与崔季舒、裴澤、张雕、刘逖、封孝琰等谏止齐后主前往晋阳，韩长鸾诬陷他们，诸人被以谋反罪处斩。